# Skała (Lwówek Śląski)
Pour les articles homonymes, voir Skała.
Skała est une localité polonaise de la gmina et du powiat de Lwówek Śląski en voïvodie de Basse-Silésie.